# ゆうドキッ!
『ゆうドキッ!』は、2009年4月13日から、奈良テレビで平日に放送されている夕方ワイド番組である。番組連動データ放送（ワンセグは非連動データ放送）を実施している。
キャッチコピーは「ニュースから暮らしの情報まで『見たい、聞きたい、知りたい』の期待にトコトン応える1時間。」、「ふわっとした感じで、しっかりした味の奈良県産の番組です。」。
2014年3月31日から2016年4月1日まで放送されていた本番組の姉妹番組『ゆうドキッ!ぷらす』についても、本項目で記述する。

## 概要
2002年から7年間に亘って放送された『News Up なら』の後継番組として開始。この番組では報道に加え、グルメやレジャーなどの地域に密着した情報を織り交ぜた構成となっている。日替わりのパーソナリティ制を採用し、曜日によって内容を差別化させているのが特徴である。番組開始から数年間は、オープニングでその日の放送で紹介する場所等に居合わせた一般の人が「情報生ワイド、『ゆうドキッ!』」とコールするのが定番になっていた。
奈良テレビがワンセグ2サービス「ならセグ」（S1=091→2013年よりS2=092）を実施していた期間中には、フルセグとの同時放送を行っていた。また、夕方の本放送とは別に、ならセグ独自の再放送を20:00 - 21:00に実施していた。
番組開始から2010年3月26日までの放送時間は、月曜日 - 木曜日が17:45 - 18:25の40分間、金曜日が17:45 - 17:55の10分間で、金曜日はストレートニュースのみを放送していた。同年3月29日の放送から放送時間の拡大を実施。全ての曜日で17:45 - 18:30の45分番組になった。
2011年3月11日は、当日午後に発生した東北地方太平洋沖地震（東日本大震災）の情報を伝えるためテレビ東京の報道特別番組を同時ネットしたのに伴い休止した。
2011年4月からは金曜日のみ18:00 - 19:00の1時間に拡大し、同年7月からは月曜日 - 木曜日も同様の放送時間になった。また7月4日の放送からデータ放送を実施している。
2014年3月31日の放送から、番組の全面的なリニューアルを実施。出演者の入れ替えや番組フォーマットの変更、タイトルロゴ・テロップ類やスタジオセットを一新した他、番組オリジナルマスコットキャラクターの鹿の「ドキちゃん」が登場した。また、同日から本番組の姉妹番組となる『ゆうドキッ!ぷらす』の放送が開始された（2016年4月1日まで放送）。更にこのリニューアルにあわせて、2014年4月から、番組の公式Twitterアカウントが開設された。
2017年5月2日の放送で、放送回数2000回を突破した。これを記念して、放送当日のクイズはプレゼントされるQUOカードの金額が放送回数にちなんで2,000円に増額されるなどスペシャルバージョンで放送。また、メールテーマを「ゆうドキッ!2000回!」とし、視聴者から送られた番組へのメッセージを紹介した。番組の最後には、放送開始からメインMCを担当してきた伊藤が一時的に番組を休演することを発表。伊藤は「より大きなパフォーマンスが出来るような気持ちになってまた（番組に）戻ってきたい」とコメントし、休演の理由や復帰の時期については明言しなかった。また、伊藤の休演中は岩崎・藤井の両アシスタントが伊藤の代役を務めることもあわせて発表された。なお、伊藤は同年8月1日の放送より番組に復帰している。
2017年10月2日から2018年4月まで、IPサイマル放送アプリケーションソフトウェアである「エムキャス」にて、番組同時配信を行っていた。
2019年11月7日放送にて、奈良県出身のお笑いタレント明石家さんまが、お笑いコンビアインシュタインと、ものまねタレントりんごちゃんとともに生放送中にも関わらずサプライズで出演した。12月1日に日本テレビ系列で放送分の誰も知らない明石家さんまの収録で当日の昼頃、さんまの母校・奈良朱雀高等学校の文化祭を訪れており、この生出演は出演者はもちろん、番組スタッフもさんまが出演することを知らされていなかった。また、さんまが奈良テレビ制作の番組に出演するのは初のことであった。
2020年3月30日から放送時間が17:30 - 18:24に変更された。2025年4月1日からは1分拡大し、17:30 - 18:25にとなった。また、これを機に祝日は放送を休止するようになった。
2025年3月31日から月曜日 - 木曜日の放送時間が30分縮小され、18:00 - 18:25に変更された。

## 出演者
☆：出演時点で奈良テレビアナウンサー

◎：前番組『News Up なら』にレギュラー出演
| 月曜日                       | 火曜日                                                       | 水曜日                       | 木曜日                                                               | 金曜日                        |
| メインキャスター（MC）       | メインキャスター（MC）                                       | メインキャスター（MC）       | メインキャスター（MC）                                               | メインキャスター（MC）        |
| ---------------------------- | ------------------------------------------------------------ | ---------------------------- | -------------------------------------------------------------------- | ----------------------------- |
| 川添伊代☆（2012年4月2日 - ） | 川添伊代☆（2012年4月2日 - ）                                 | 名倉涼☆（2019年4月3日 - ）   | 大抜卓人（2022年7月7日 - ）                                          | 大抜卓人（2022年7月7日 - ）   |
| サブMC                       |                                                              |                              |                                                                      |                               |
| （不在）                     | （不在）                                                     | （不在）                     | 吉川奈央☆（2022年7月7日 - ）                                         | （不在）                      |
| コメンテーター               |                                                              |                              |                                                                      |                               |
| 桂しん吉（2021年3月29日 - ） | 小池重二（奈良テレビ報道デスク） 旭堂南龍（2021年4月6日 - ） | ラフ次元（2019年10月3日 - ） | 高井俊彦（2022年7月7日 - ） 奈良まほろばソムリエ（2019年9月30日 - ） | 笑福亭鉄瓶（2021年4月2日 - ） |
| 天気予報                     |                                                              |                              |                                                                      |                               |
| 小川真季（2022年4月4日 - ）  | 小川真季（2022年4月4日 - ）                                  | 高藤有沙（2021年3月22日 - ） | 高藤有沙（2021年3月22日 - ）                                         | 小川真季（2022年4月4日 - ）   |
| ニュース                     |                                                              |                              |                                                                      |                               |
| 長田和彦（2013年4月1日 - ）  | 平尾和子（2018年4月3日 - ）                                  | 平尾和子（2018年4月3日 - ）  | 小谷渉子（2017年4月7日 - ）                                          | 小谷渉子（2017年4月7日 - ）   |

### コーナー担当
- 奈良にうまいもんあり：石塚理奈[18]（2019年10月2日 - ）[19]・海江田麻貴（2021年10月11日 - ）[18][20]・西上真帆（2022年9月 - ）・竹内千景（2023年4月 - ）
- せんとくん通信（木曜日）：せんとくん（不定期出演）
- いきいきまちだより（金曜日）：廣川陽子（2022年4月1日 - ）
- 元気もりもり学園（金曜日）：十手リンジン（不定期出演）
- ドキッとLIVE：井本幸☆・桂ちきん（2019年10月3日 - ）[21]・もっち

### 過去の出演者
| 期間      | 期間      | メインMC | メインMC            | メインMC            | メインMC   | メインMC | サブMC          | サブMC   | アシスタント        | アシスタント | アシスタント | アシスタント        | アシスタント | コメンテーター       | コメンテーター    | コメンテーター                | コメンテーター                        | コメンテーター |
| 期間      | 期間      | 月曜     | 火曜                | 水曜                | 木曜       | 金曜     | 月曜‐水曜・金曜 | 木曜     | 月曜                | 火曜         | 水曜         | 木曜                | 金曜         | 月曜                 | 火曜              | 水曜                          | 木曜                                  | 金曜           |
| --------- | --------- | -------- | ------------------- | ------------------- | ---------- | -------- | --------------- | -------- | ------------------- | ------------ | ------------ | ------------------- | ------------ | -------------------- | ----------------- | ----------------------------- | ------------------------------------- | -------------- |
| 2009.4.13 | 2010.3.26 | 伊藤將也 | 伊藤將也            | 立原啓裕            | 笑福亭たま | （不在） | （不在）        | （不在） | ダイアン吉日        | 南かおり     | 川松智子     | 春野恵子            | （不在）     | （不在）             | （不在）          | （不在）                      | （不在）                              | （不在）       |
| 2010.3.29 | 2011.3.25 | 伊藤將也 | 伊藤將也            | 伊藤將也            | 伊藤將也   | 立原啓裕 | （不在）        | （不在） | 瀬岡容子            | 南かおり     | 服部美貴     | 北川智美            | 岩崎絵美     | （不在）             | （不在）          | （不在）                      | （不在）                              | （不在）       |
| 2011.3.28 | 2011.9.30 | 伊藤將也 | 伊藤將也            | 伊藤將也            | 伊藤將也   | 南かおり | （不在）        | （不在） | 北川智美            | 岩崎絵美     | 服部美貴     | 岩谷優子            | 旭堂南龍     | （不在）             | （不在）          | （不在）                      | （不在）                              | （不在）       |
| 2011.10.3 | 2012.3.30 | 伊藤將也 | 伊藤將也            | 伊藤將也            | 伊藤將也   | 南かおり | （不在）        | （不在） | 北川智美            | 岩崎絵美     | 徳原えり     | 岩谷優子            | 旭堂南龍     | （不在）             | （不在）          | （不在）                      | （不在）                              | （不在）       |
| 2012.4.2  | 2013.3.29 | 伊藤將也 | 伊藤將也            | 伊藤將也            | 伊藤將也   | 南かおり | （不在）        | （不在） | 川添伊代 裏野佐弥佳 | 岩崎絵美     | 北川智美     | 岩谷優子            | 旭堂南龍     | （不在）             | （不在）          | （不在）                      | （不在）                              | （不在）       |
| 2013.4.1  | 2014.3.28 | 伊藤將也 | 伊藤將也            | 伊藤將也            | 伊藤將也   | 南かおり | （不在）        | （不在） | 川添伊代 裏野佐弥佳 | 岩崎絵美     | 藤原茉央     | 岩谷優子            | 旭堂南龍     | （不在）             | （不在）          | （不在）                      | （不在）                              | （不在）       |
| 2014.3.31 | 2014.9.26 | 伊藤將也 | 伊藤將也            | 伊藤將也            | タージン   | 南かおり | （不在）        | （不在） | 岩井万実            | 岩崎絵美     | 藤井日菜子   | 川添伊代 裏野佐弥佳 | 旭堂南龍     | （不在）             | （不在）          | （不在）                      | （不在）                              | （不在）       |
| 2014.9.29 | 2015.3.27 | 伊藤將也 | 伊藤將也            | 伊藤將也            | 南かおり   | 南かおり | （不在）        | （不在） | 岩井万実            | 岩崎絵美     | 藤井日菜子   | 川添伊代 裏野佐弥佳 | 旭堂南龍     | （不在）             | （不在）          | （不在）                      | （不在）                              | （不在）       |
| 2015.3.30 | 2016.4.1  | 伊藤將也 | 伊藤將也            | 伊藤將也            | 南かおり   | 南かおり | （不在）        | （不在） | 川添伊代            | 岩崎絵美     | 藤井日菜子   | 裏野佐弥佳          | 旭堂南龍     | （不在）             | （不在）          | （不在）                      | （不在）                              | （不在）       |
| 2016.4.4  | 2017.3.31 | 川添伊代 | 伊藤將也            | 伊藤將也            | 南かおり   | 南かおり | （不在）        | （不在） | 川田一輝            | 岩崎絵美     | 藤井日菜子   | 裏野佐弥佳          | 旭堂南龍     | （不在）             | （不在）          | （不在）                      | （不在）                              | （不在）       |
| 2017.4.3  | 2017.4.28 | 川添伊代 | 伊藤將也            | 伊藤將也            | 裏野佐弥佳 | 南かおり | （不在）        | （不在） | 飯田嘉太            | 岩崎絵美     | 藤井日菜子   | 川田一輝            | 旭堂南龍     | （不在）             | （不在）          | （不在）                      | （不在）                              | （不在）       |
| 2017.5.1  | 2017.5.5  | 川添伊代 | 伊藤將也            | 岩崎絵美 藤井日菜子 | 裏野佐弥佳 | 南かおり | （不在）        | （不在） | 飯田嘉太            | 岩崎絵美     | 藤井日菜子   | 川田一輝            | 旭堂南龍     | （不在）             | （不在）          | （不在）                      | （不在）                              | （不在）       |
| 2017.5.8  | 2017.7.28 | 川添伊代 | 岩崎絵美 藤井日菜子 | 岩崎絵美 藤井日菜子 | 裏野佐弥佳 | 南かおり | （不在）        | （不在） | 飯田嘉太            | 岩崎絵美     | 藤井日菜子   | 川田一輝            | 旭堂南龍     | （不在）             | （不在）          | （不在）                      | （不在）                              | （不在）       |
| 2017.7.31 | 2018.3.30 | 川添伊代 | 伊藤將也            | 伊藤將也            | 裏野佐弥佳 | 南かおり | （不在）        | （不在） | 飯田嘉太            | 岩崎絵美     | 藤井日菜子   | 川田一輝            | 旭堂南龍     | （不在）             | （不在）          | （不在）                      | （不在）                              | （不在）       |
| 2018.4.2  | 2019.3.29 | 川添伊代 | 熨斗弓子            | 伊藤將也            | 伊藤將也   | 伊藤將也 | （不在）        | （不在） | 増田璃生            | 川田一輝     | 数藤まみ     | 数藤まみ            | 芥田愛菜美   | （不在）             | （不在）          | （不在）                      | （不在）                              | （不在）       |
| 2019.4.1  | 2019.9.27 | 川添伊代 | 川添伊代            | 伊藤將也            | 伊藤將也   | 伊藤將也 | （不在）        | （不在） | 増田璃生            | 川田一輝     | 名倉涼       | 数藤まみ            | 芥田愛菜美   | （不在）             | （不在）          | （不在）                      | （不在）                              | （不在）       |
| 2019.9.30 | 2020.3.27 | 川添伊代 | 川添伊代            | 伊藤將也            | 梅村賢太郎 | 伊藤將也 | （不在）        | （不在） | （不在）            | （不在）     | （不在）     | （不在）            | （不在）     | 奈良まほろばソムリエ | 小池重二          | おおうえくにひろ              | 奈良まほろばソムリエ 空道太郎         | （不在）       |
| 2020.3.30 | 2021.3.26 | 川添伊代 | 川添伊代            | 梅村賢太郎 名倉涼   | 伊藤將也   | 伊藤將也 | （不在）        | （不在） | （不在）            | （不在）     | （不在）     | （不在）            | （不在）     | 奈良まほろばソムリエ | 小池重二          | 奈良まほろばソムリエ 空道太郎 | おおうえくにひろ                      | （不在）       |
| 2021.3.29 | 2021.4.2  | 川添伊代 | 川添伊代            | 梅村賢太郎 名倉涼   | 伊藤將也   | 伊藤將也 | （不在）        | （不在） | （不在）            | （不在）     | （不在）     | （不在）            | （不在）     | 桂しん吉             | 小池重二          | 空道太郎                      | 奈良まほろばソムリエ おおうえくにひろ | 笑福亭銀瓶     |
| 2021.4.5  | 2022.4.1  | 川添伊代 | 川添伊代            | 梅村賢太郎 名倉涼   | 伊藤將也   | 伊藤將也 | （不在）        | （不在） | （不在）            | （不在）     | （不在）     | （不在）            | （不在）     | 桂しん吉             | 小池重二 旭堂南龍 | 空道太郎                      | 奈良まほろばソムリエ おおうえくにひろ | 笑福亭銀瓶     |
| 2022.4.4  | 2022.7.1  | 川添伊代 | 川添伊代            | 名倉涼              | 伊藤將也   | 伊藤將也 | （不在）        | （不在） | （不在）            | （不在）     | （不在）     | （不在）            | （不在）     | 桂しん吉             | 小池重二 旭堂南龍 | ラフ次元                      | 奈良まほろばソムリエ おおうえくにひろ | 笑福亭銀瓶     |
| 2022.7.4  | 現在      | 川添伊代 | 川添伊代            | 名倉涼              | 大抜卓人   | 伊藤將也 | （不在）        | 吉川奈央 | （不在）            | （不在）     | （不在）     | （不在）            | （不在）     | 桂しん吉             | 小池重二 旭堂南龍 | ラフ次元                      | 奈良まほろばソムリエ 高井俊彦         | 笑福亭銀瓶     |

| 期間      | 期間      | ニュース | ニュース | ニュース | ニュース | ニュース | 天気予報 | 天気予報   | 天気予報   | 天気予報 | 天気予報   |
| 期間      | 期間      | 月曜     | 火曜     | 水曜     | 木曜     | 金曜     | 月曜     | 火曜       | 水曜       | 木曜     | 金曜       |
| --------- | --------- | -------- | -------- | -------- | -------- | -------- | -------- | ---------- | ---------- | -------- | ---------- |
| 2009.4.13 | 2011.3.25 | 古塩篤代 | 古塩篤代 | 向ますみ | 向ますみ | 向ますみ | （不在） | （不在）   | （不在）   | （不在） | （不在）   |
| 2011.3.28 | 2012.3.30 | 古塩篤代 | 古塩篤代 | 野口晃秀 | 野口晃秀 | 野口晃秀 | 山本麻生 | 山本麻生   | 山本麻生   | 山本麻生 | 山本麻生   |
| 2012.4.2  | 2013.3.29 | 野口晃秀 | 古塩篤代 | 古塩篤代 | 野口晃秀 | 野口晃秀 | 山本麻生 | 山本麻生   | 山本麻生   | 山本麻生 | 山本麻生   |
| 2013.4.1  | 2013.8.30 | 長田和彦 | 古塩篤代 | 古塩篤代 | 野口晃秀 | 野口晃秀 | 山本麻生 | 青山亜紀子 | 青山亜紀子 | 山本麻生 | 山本麻生   |
| 2013.9.2  | 2014.3.28 | 長田和彦 | 古塩篤代 | 古塩篤代 | 野口晃秀 | 野口晃秀 | 久保智子 | 青山亜紀子 | 青山亜紀子 | 久保智子 | 青山亜紀子 |
| 2014.3.31 | 2014.9.26 | 長田和彦 | 青柳万美 | 古塩篤代 | 古塩篤代 | 古塩篤代 | 久保智子 | 青山亜紀子 | 青山亜紀子 | 久保智子 | 青山亜紀子 |
| 2014.9.29 | 2015.3.27 | 古塩篤代 | 青柳万美 | 古塩篤代 | 長田和彦 | 古塩篤代 | 久保智子 | 青山亜紀子 | 青山亜紀子 | 久保智子 | 青山亜紀子 |
| 2015.3.30 | 2016.4.1  | 古塩篤代 | 青柳万美 | 古塩篤代 | 長田和彦 | 熨斗弓子 | 久保智子 | 青山亜紀子 | 青山亜紀子 | 久保智子 | 青山亜紀子 |
| 2016.4.4  | 2016.7.1  | 古塩篤代 | 青柳万美 | 古塩篤代 | 長田和彦 | 熨斗弓子 | 神谷ゆり | 神谷ゆり   | 神谷ゆり   | 久保智子 | 久保智子   |
| 2016.7.4  | 2017.3.31 | 古塩篤代 | 青柳万美 | 古塩篤代 | 長田和彦 | 熨斗弓子 | 久保智子 | 久保智子   | 久保智子   | 久保智子 | 久保智子   |
| 2017.4.3  | 2018.3.30 | 長田和彦 | 熨斗弓子 | 古塩篤代 | 古塩篤代 | 小谷渉子 | 久保智子 | 久保智子   | 久保智子   | 久保智子 | 久保智子   |
| 2018.4.2  | 2018.9.28 | 長田和彦 | 平尾和子 | 平尾和子 | 小谷渉子 | 小谷渉子 | 比連崎実 | 比連崎実   | 久保智子   | 久保智子 | 久保智子   |
| 2018.10.1 | 2019.3.29 | 長田和彦 | 平尾和子 | 平尾和子 | 小谷渉子 | 小谷渉子 | 近藤奈央 | 比連崎実   | 近藤奈央   | 近藤奈央 | 比連崎実   |
| 2019.4.1  | 2020.3.27 | 長田和彦 | 平尾和子 | 平尾和子 | 小谷渉子 | 小谷渉子 | 近藤奈央 | 岡本佐和子 | 近藤奈央   | 近藤奈央 | 岡本佐和子 |
| 2020.3.30 | 2021.3.19 | 長田和彦 | 平尾和子 | 平尾和子 | 小谷渉子 | 小谷渉子 | 近藤奈央 | 近藤奈央   | 近藤奈央   | 近藤奈央 | 近藤奈央   |
| 2021.3.22 | 2022.4.1  | 長田和彦 | 平尾和子 | 平尾和子 | 小谷渉子 | 小谷渉子 | 高藤有沙 | 高藤有沙   | 高藤有沙   | 高藤有沙 | 高藤有沙   |
| 2022.4.4  | 現在      | 長田和彦 | 平尾和子 | 平尾和子 | 小谷渉子 | 小谷渉子 | 小川真季 | 小川真季   | 高藤有沙   | 高藤有沙 | 小川真季   |

#### レギュラー
- ツートライブ（2019年10月 - 2021年3月、月曜日）[29]
- 天才ピアニスト（2019年10月 - 2021年3月、月曜日）[29]
- サルイン（2019年10月1日 - 2021年3月23日、火曜日）
- 田津原理音（2019年10月4日 - 2021年3月19日、金曜日）

#### リポーター
- 田口万莉（2009年4月14日 - 2011年3月22日、火曜日）
- 北川恵（2009年4月15日 - 2011年3月、水曜日〔2009年度〕→金曜日〔2010年度〕）
- 水澤薫（2010年4月 - 2011年3月、金曜日）
- 堀口ひかる（2010年4月 - 2011年3月、金曜日）

#### コーナー担当
- 山下康之（2009年4月13日 - 2010年12月、月曜日「スポドキッ!」）
- 谷口吉一（2009年4月 - 2011年3月、各月末木曜日「イオンモール橿原アルル生中継」）
- 上野誠（2012年 - 2013年、月曜日「上野誠の万葉恋ものがたり」）
- 馬場基（2012年 - 2013年、月曜日「馬場基の天平びとの泣き笑い」）
- 野上優子（2011年4月1日 - 2015年3月27日、金曜日「いきいきまちだより」）
- 中村由里子（2014年6月18日 - 2015年3月25日、水曜日「ドキッ!とクッキング」講師）
- 松田弘子（2014年4月2日 - 2018年3月28日、水曜日「ドキッ!とクッキング」講師）
- 宮武衣充（2014年6月4日 - 2018年2月14日、水曜日「ドキッ!とクッキング」講師）
- 北川まみ（2015年4月3日　-　2022年3月25日、金曜日「いきいきまちだより」）
- 別所有可（2015年4月15日 - 2018年3月21日、水曜日「ドキッ!とクッキング」講師）
- 鏡ヶ江まりの（2019年10月9日　-　2021年9月、水曜日→木曜日→月曜日「奈良にうまいもんあり」）[30]
- 喜多信子（額安寺副住職）（火曜日「いろんなかたち」）
- キャラメルパッキング（火曜日「キャラメルパッキングのうぉ〜きんぐ」）

## コーナー・企画

### 現在のコーナー
- 県内ニュース

県内のニュースをストレートニュース形式で伝える。番組の前半と中盤に放送している。また、日によっては前半部分で特集を放送する場合もある。当コーナーの映像は、放送後に奈良テレビのYouTube公式チャンネルとYahoo!ニュースで配信される（但し数項目のみ）。番組開始から2010年3月までは、番組を放送している奈良テレビのL1スタジオからニュースを伝えていた。2010年4月からは報道フロアに設けられた顔出しブースからニュースを伝えるようになり、2014年4月からは再びL1スタジオから伝えるようになった。
- 天気予報

番組の前半と中盤に放送。季節の話題や天気に関する豆知識、気象予報士による天気の詳しい解説なども交えて奈良県内と近畿地方、全国の気象情報を伝える。番組開始から2011年3月まではアシスタントやリポーターが天気予報を伝えていた。2011年4月からは気象予報士が解説を交えながら天気予報を伝えるようになった。また、気象予報士の起用を機にクロマキーの使用を開始した(2015年3月まで使用。2015年4月からはスタジオのモニターを使用している)。2011年4月から2014年3月まではメインMCもコーナー冒頭に出演していた。
- 奈良クイズ

2011年7月4日から始まった視聴者参加型のクイズ企画。奈良に関する3択クイズを毎日出題し、クイズに参加した視聴者の中から1人を選ぶ。選ばれた視聴者の解答が正解なら1,000円分のQUOカードをプレゼントする。不正解だった場合のQUOカードは、翌日のクイズにキャリーオーバーされる。番組サイト内の専用フォームから参加することができ、データ放送の画面上に表示されるQRコードを携帯電話で読み取ることで専用フォームに簡単にアクセスすることができる。番組前半にクイズの出題と出演者によるヒントが放送される。番組終盤に解答権のある視聴者を抽選し、答え合わせと正解の解説を行う。2017年3月までは、番組中盤に問題のおさらいと出演者によるヒントが放送されていた。参加の締め切りは放送時間の変更等が無い限り、午後6時45分までとなっている。出題されている問題は、番組放送中であれば何時でもデータ放送で確認することができる。初年度は、月 - 木曜日のみの放送で、金曜日は当コーナーのスペシャルウィークが実施された場合に限って放送されていた。また、企画スタート当初はプレゼントするQUOカードの金額は500円分だったが、本番組の放送回数1000回突破を機に1,000円分に増額された。
月間プレゼント
2012年10月から2016年5月までは、１ヶ月間の全正解者（クイズに参加した際に１回でも正解していればエントリー完了）の中から1人を抽選し、合言葉が言えたら景品をプレゼントする「月間プレゼント」も実施していた。毎月第１月曜日の番組の終盤に、スタジオで出演者が挑戦権のある視聴者を抽選し、直接電話をかける。電話に出た視聴者が合言葉「ゆうドキッ!」をコールすれば商品を獲得できる。なお、呼び出しコールが5回鳴り終わるまでに電話に出なければならない、電話に出てからの「ちょっと待って」は30秒以内などのルールが定められており、これらのルールが守られなかった場合は挑戦権が無くなり、直ぐに別の視聴者に挑戦権が移る。
ウィークリープレゼント
2017年4月からは、1週間の全正解者（クイズに参加した際に１回でも正解していればエントリー完了）の中から1人を抽選し、景品をプレゼントする「ウィークリープレゼント」を実施している。プレゼント当選者の抽選は過去に実施されていた「月間プレゼント」とは違い、あらかじめ番組スタッフが抽選する。当選者の発表は毎週月曜日に本番組内で行っている。
- ドキッと情報

企業などからの告知を伝える。場合によっては曜日別企画の枠で放送されることもある。
- 視聴者メッセージ

毎回番組冒頭で「きょうのメールテーマ」を発表し、テーマにちなんだメッセージを視聴者から募集している。視聴者から送られたメッセージは、番組の最後に紹介する。メッセージが採用された場合は番組のオリジナルグッズが贈られる。番組開始から2014年3月まではテーマが週ごとに変わり、メッセージはFAXとメールで募集を行っていた。2014年4月からは放送日ごとにテーマが変わるようになり、メッセージの募集もメールのみで行われるようになった。

#### 曜日別企画
- 奈良人十色（月曜日、2014年3月31日 - ）
奈良にゆかりのある様々な人物をスタジオに招き、インタビューを行う。
- スポドキッ!（月曜日、2009年4月13日 - ）
1週間の県内スポーツニュースや、出演者によるスポーツの体験リポート、JFL所属のサッカーリーグ「奈良クラブ」やプロバスケットボールチーム「バンビシャス奈良」などをはじめとする県内のチームや団体、アスリートの活動や取組みなど、県内のスポーツ情報を幅広く伝える。
- はい!すくーる（月曜日、2016年5月2日 - ）
県内の高校の部活動を取材し、生徒たちの活動の様子などを紹介する。
- 小池流奈良の愉しみ方（火曜日、2014年4月8日 - ）
報道デスクの小池が、独自の視点から奈良の自然や歴史、文化などを紹介する。番組開始当初から2013年度まで放送されていた「自然にドキッ!」（こちらも小池が担当）がリニューアルされて始まったコーナーである。
- あの場所、気にナラん?（月曜日→木曜日→火曜日、2016年5月30日 - ）
奈良県内外の気になる場所を川田が訪ね、特産品や団体、取り組みなどを紹介する。川田には毎回、番組スタッフや取材先の関係者（イベント主催者や店主など）から、取材するものにまつわるクイズが出題される。出題するクイズに1つでも正解すれば「ご褒美ロケ」と称したロケが行われる。一方、全問不正解の場合はロケの最後に罰ゲームを受けなければならない。
放送開始から2017年3月までは月曜日に放送されていたが、川田の出演曜日変更に伴い、同年4月13日の放送から木曜コーナーに、2018年4月からは火曜日コーナーに移行した。
- せんとくん通信（水曜日→火曜日→水曜日→木曜日、2012年6月6日 - ）
健康、食、歴史などをテーマに地域で活躍する人をクローズアップする。日によってはスタジオにせんとくんが登場する。奈良県提供の県政情報コーナーでもある。開始から2014年3月までは毎週水曜日、2014年4月から2018年3月までは毎週火曜日に放送され、現在は毎週水曜日に放送されている。
- NARARTIST!（木曜日、2013年12月5日 - ）
奈良にゆかりのあるアーティストをスタジオに招き、活動や作品の紹介を行う。基本的には、プロフィール紹介、インタビュー、パフォーマンス（生演奏や作品の制作など）、アーティストによる告知の順に放送される。
- キャラメルパッキングのうぉ〜きんぐ（毎月最終木曜日→毎月最終火曜日→毎月最終木曜日、2014年5月1日 - ）
番組のテーマ曲を歌う「キャラメルパッキング」が奈良県内各地を散策し、住民と触れ合う様子や各地域の商店や施設、神社仏閣、自然などを紹介する様子を放送。毎回キャラメルパッキングの2人には、「キャラメルミッション」と題したミッションが課せられる。写真が貼られたボードをもとに、写真に写っているものの正体を調べ、写真に写っているものが存在する場所を訪ねなければミッションはクリアできない。毎回必ず、コーナーのどこかに何かのキャラクター（オリジナルのキャラクターや実在の人物・キャラクターのパロディーなど）に扮装したかどやんが登場する。前半約10分と後半約10分の2部構成になっており、このコーナーが放送される日は、基本的にこのコーナー以外の企画は放送されない。
放送開始から2018年3月までと同年10月から現在は毎月最終木曜日に、2018年4月から同年9月までは毎月最終火曜日に放送。
- いきいきまちだより（金曜日、2011年4月1日 - ）
県内12市町のイベントや行事などの話題をニュース形式で伝える。紹介した内容は、奈良テレビのデータ放送で常時確認することができる。2011年3月まで毎週土曜日に放送されていた市政広報番組『いきいきタウン』が本番組内に移行して始まったコーナーである。

#### 不定期
- いろんなかたち（2011年8月 - ）
聖徳太子ゆかりの寺である額安寺の副住職、喜多信子が視聴者から寄せられた暮らしに関わる悩みや疑問に答える。
- ニュースClick（2016年5月6日 - ）
奈良を取り巻く問題や課題を様々な切り口からクローズアップする特集コーナー。
- 荒井知事にきいてみよう
荒井正吾奈良県知事に県政の話題や疑問点についてインタビューする。
- クマデッパとなららん♪（2014年4月24日 - ）
奈良県内や近隣のおいしいランチの店を紹介するコーナー。イラストレーターの梅木はるなががデザインを手がけたキャラクター「クマデッパ」のぬいぐるみやイラストがVTR中に登場する。取材した店舗の情報などは、番組サイトで確認することができる。
- ドキッとLIVE（2013年 - ）
季節の植物や催事、店などの情報を県内各地から中継で伝える。2013年度には火曜コーナーとして定期的に放送していた。2014年度以降は不定期で放送されている。なお、当コーナー開始前の本番組では中継コーナーを決まった名称で呼ばず、「ゆうドキッ!生中継」やただ単に「生中継」というように呼称がばらばらになっていた。当コーナー開始以降、本番組内で行うほとんどの中継は「ドキッとLIVE」と称して放送されている。
- イベント情報
週末に開催される県内のイベント情報をまとめて伝える。
- なら・しが・わかやま発!!撮っておき3局ねっと
週末におすすめの奈良県、滋賀県、和歌山県のレジャー情報を伝える。取材は奈良テレビ、テレビ和歌山、びわ湖放送の各局がそれぞれの放送地域を持ち回りで担当する。なお、このコーナーはテレビ和歌山とびわ湖放送の夕方ワイド番組でも放送されている。

### 過去のコーナー
- 旭堂南青の連載見歩（金曜日、2011年4月 - 2012年9月）
南青が県内各地を散策し、訪ねた場所の魅力を伝える。
- この街にコレあり!（木曜日）
木曜アシスタントだった岩谷優子が、県内の駅を始点に、人や店、グルメなどの街の魅力を探る。同局がかつて放送していた『気ままに駅サイト!』に類似した企画。
- NARAなう。（水曜日）
奈良の「今」のホットな話題を紹介する。
- 上野誠の万葉恋ものがたり（月曜日）
奈良大学文学部教授の上野誠が、万葉集の中から毎回1首を取り上げ、解説する。
- 馬場基の天平人の泣き笑い（月曜日）
奈良文化財研究所主任研究員の馬場基が古代の人々の暮らしを詳しく解説する。
- シネマタイムズ（不定期）
最新の映画情報を伝える。
- 自然にドキッ!（火曜日、2009年5月5日 - 2014年3月）
報道デスクの小池が、季節の植物や動物を紹介する。2014年度からは「小池流奈良の愉しみ方」にリニューアルされている。
- NEWSサプリ（火曜日）
旬の話題やニュースを詳しく紹介する特集コーナー。
- Tokyoリポート（火曜日）
奈良テレビ東京支社の記者が、奈良県と関わりのある東京の話題をリポートする。
- 今が食べドキッ!（水曜日）
県内のランチやディナー、B級グルメなどの店を紹介する。
- イケてる美面（木曜日、2013年4月 - 2014年3月）
木曜アシスタントだった岩谷優子が「美面ハンター」として県内各地で美男美女を探し、その人の仕事や活動などを（商店を経営している場合は、その店の商品なども）紹介する。
- なら歴史散歩（金曜日、2012年10月 - 2014年3月）
奈良県内各地の昔の風景を収めた写真を元に、写真が撮影された場所を旭堂南青が実際に訪ね、街の歴史を掘り下げる。
- ナンセーの講談談義（金曜日）
講談師・旭堂南青が奈良にまつわる講談を披露する。スタジオでの生披露の他、VTRで講談の様子を放送することもあった。2016年度からスタートした「奈良歴史絵巻」の前身のコーナーにあたる。
- 大和に美味いものあり（金曜日）
地域で受け継がれる味や話題のスイーツをスタジオで紹介する。
- おもいで宝箱（金曜日、2014年4月 - 2014年9月）
金曜アシスタントの旭堂南青が県内各地を訪れ、出会った人の思い出の曲などを紹介する。
- 日菜子とあんちゃん（水曜日）
水曜アシスタントの藤井日菜子と藤井の愛犬のあんちゃんが県内各地を散策する。タイトル及びタイトルロゴは、本コーナーの放送開始と同時期にスタートしたNHKの朝ドラ『花子とアン』のパロディーである。
- くずまんのもりもりクッキング（月曜日→水曜日、2016年8月15日 - 2017年9月20日）
井上天極堂のイメージキャラクター「くずまん」と県内で食を学ぶ専門学校生が、奈良県産の食材と吉野本葛を使った料理やスイーツのレシピを紹介する。主に、学生らが県内の農家を訪問し、食材を収穫→収穫した食材と葛を使って調理→訪問先の農家と試食の順に放送される。レシピとコーナーの動画は、放送後に番組サイトで公開されていた。放送開始から2017年3月までは月曜日に放送されていたが、同年4月19日の放送から水曜コーナーに移行した。井上天極堂提供。
- 奈良歴史絵巻（金曜日、2016年5月27日 – 2017年3月31日）
上方講談師・旭堂南青が、奈良にまつわる歴史秘話を自らの講談を通して紹介する。VTR冒頭で大まかなあらすじと舞台となった場所を紹介した後、南青の講談を放送する。VTR中に披露する講談は、釈台を使う一般的な講談とは異なり、南青が歴史の舞台となった場所を実際に歩きながら披露するものとなっている。講談を撮影する際には長回しの手法が用いられ、講談部分は編集なしのノーカットで放送される。
- おうちでトレーニング（木曜日）
インストラクターをスタジオに招き、自宅で簡単にできるトレーニングを紹介する。
- イトウが行く!（火曜日、2009年10月13日 - 時期不明）
伊藤が県内各地を訪ね、グルメや乗り物、施設などをリポートする。毎回「〇〇（取材した物の名前）ですよ」といった副題が必ず付けられる。開始から数年間はコーナータイトルが「伊藤が行く!」（「イトウ」部分がカタカナでは無く漢字表記）だった。開始から2010年度頃までは県内の大学の学生食堂を紹介する「学食ですよ」シリーズを中心に放送し、2011年1月から2014年度頃までは県内外の温泉を紹介する「温泉ですよ」シリーズを中心に放送していた。2015年度頃から、季節の話題に関連する物（プールやバレンタインチョコなど）や伊藤の好きな鉄道関連の話題の紹介、伊藤の体験リポートなどを単発で放送するようになり、特定のジャンルを取材するシリーズ企画はほとんど放送されなくなった。
- まだまだ旭堂南青の無理ナンだい（金曜日、2015年4月3日 – 2018年3月23日）
「講談師・旭堂南青を強い日本男児にする為に無理難題を押しつける」という設定で、南青が様々な「お題」に挑戦するコーナー。主に南青が仏道修行やアクティビティー、職業体験などに挑戦する様子を放送する。毎回VTRの冒頭でスタッフから南青に、挑戦する内容が書かれた巻物が投げつけられる演出がある。2015年度には南青が「第10回奈良まほろばソムリエ検定」の奈良通2級試験に挑戦する様子を、2016年度には「第11回奈良まほろばソムリエ検定」の奈良通1級試験に挑戦する様子を4～5か月間にわたってシリーズで放送した。
2015年4月3日に「旭堂南青の無理ナンだい」としてスタートし、2016年4月8日の放送から現在のタイトルになる。
- ドキッ!とクッキング（水曜日、2014年4月2日 – 2018年3月28日）
旬の食材や奈良県産品を使った料理のレシピを紹介する。毎月、月ごとのテーマが決められ、そのテーマに沿った料理を毎週1品ずつ紹介する。コーナーの進行は藤井が担当し、調理と調理方法の説明を講師が担当する。3人の講師が毎週交代で出演している。このコーナーは調理パートと試食パートの2部構成になっており、コーナーの中で伊藤は調理パートには出演せず、試食パートにのみ出演している（但し、調理パート冒頭のタイトルコール、コーナー紹介は伊藤が行う）。レシピは放送後に番組サイトで公開される他、水曜日の番組放送中はデータ放送で確認することができる。
2017年4月から本コーナーの試食パート内にてミニコーナー「教えてクッキング」の放送がスタートした。視聴者から寄せられた料理に関する質問やリクエストなどに講師が答える。
2012年4月27日から同年7月13日にかけて、ならコープ提供で同名のコーナーが放送されていたが、内容は本コーナーと全く異なる。
- Oh!買い物の達人（木曜日、2014年4月3日 – 2018年3月23日）
買い物上手な主婦「ウラのおかん」が県内各地のスーパーマーケットや商店街などを訪ね、商品や店舗情報、セール情報などのお得な買い物情報を伝えるコーナー。「ウラのおかん」は、当コーナーに登場するリポーターである。割烹着姿にアフロヘアーの髪型、黒縁の眼鏡をかけているという独特ないでたちになっている。常に買い物かごと双眼鏡を持ち歩いている。裏野に似ているが、「ウラのおかん」と裏野はそれぞれ同一人物ではないと主張している。ごく短期間ではあったが、コーナー初期には「ウラのおかん」のテンションが上がると髪の毛が七色になるという設定もあった（現在は髪の色が変わるというシーンは見られない）。本番組メインMCの伊藤によく似た「いとん」という夫がいる。コーナー放送中は裏野は出演せず、代わりに「ウラのおかん」が出演する。また、「ウラのおかん」は当コーナー以外にも、中継コーナーなどでリポーターとして出演することがある。さらに、本番組のエンディングテーマ曲「DAY」のミュージックビデオにも出演している。
- 南に食べにいきましたⅡ（金曜日、2014年10月31日 – 2018年3月30日）
南と南青が県内各地を散策しながら、飲食店を紹介する。ロケ中に出された料理は必ず「完食」しなければならない決まりがあり、出演者2人が料理を完食するまでの様子を放送する点がこのコーナーの特徴である。通常、本番組内の曜日別企画には、MC2人以外の出演者は基本的に出演しないが、本コーナーは金曜担当の気象予報士と「いきいきまちだより」担当のキャスターがスタジオのキャスター席に座り、MC２人とともにVTRを鑑賞している。コーナー初期には、VTR中で料理を紹介する際に用いるインサートカットは出演者2人がスマートフォンで撮影した写真を使用する演出があった。放送開始から2015年5月までは、奈良テレビアナウンサーの熨斗がナレーターを務めていた。熨斗がナレーターを降板してからはナレーションがつかなくなっている。
2014年10月31日に「南に食べにいきました」としてスタートし、2016年5月20日の放送から現在のタイトルになる。

## テーマ曲
下記の楽曲は、いずれも本番組のために書き下ろされたオリジナル楽曲である。

### オープニング
- 「SUNSET GROOVE」 - キャラメルパッキング（2014年3月31日 - 2015年3月27日）[31]
- 「sunset letter」 - キャラメルパッキング（2015年3月30日 - 2018年3月30日）[32]
- 「steady」 - キャラメルパッキング（2018年4月2日 - 2019年3月29日）
- 「モンシロート」ｰキャラメルパッキング（2019年4月1日-現在）

### エンディング
- 「DAY」 - キャラメルパッキング（2016年4月4日 - 現在）

## 番組キャラクター
2014年4月のリニューアルから、鹿をモチーフにした番組オリジナルマスコットキャラクター「ドキちゃん」が登場した。
外見は二頭身ほどにデフォルメされた鹿で、常に二足立ちをしている。頭の角が「ドキ」の文字の形になっているのが特徴である。通常は服などは身に着けていないが、季節やシーンにあわせて衣服等を身に着けたドキちゃんが登場することがある（野球のユニフォームやサンタクロースの衣装など）。
番組内では、タイトルロゴ（顔部分のみ）やオープニングタイトル、テロップ、番組ステッカーなどにイラストが登場している。また、奈良テレビのホームページ内（週間番組表のページなど）や、奈良テレビのプレゼントキャンペーン企画「ドキッ!とキャンペーン」の「ドキッ!とじゃんけん」（データ放送を活用した視聴者参加型ゲーム）で、ゲーム参加者の対戦相手として登場するなど、番組以外の場面でも登場している。
2017年1月から、ドキちゃんのLINEスタンプが販売されている。さらに同年9月からは、1月から販売されている第1弾のスタンプに加えて、第2弾となるLINEスタンプの販売が開始された。

## 放送時間
（すべて日本時間〈JST〉、祝日も含む）
| 期間      | 期間      | 月 - 木曜日           | 金曜日                |
| --------- | --------- | --------------------- | --------------------- |
| 2009.4.13 | 2010.3.26 | 17:45 - 18:25（40分） | 17:45 - 17:55（10分） |
| 2010.3.29 | 2011.3.25 | 17:45 - 18:30（45分） | 17:45 - 18:30（45分） |
| 2011.3.28 | 2011.7.1  | 17:45 - 18:30（45分） | 18:00 - 19:00（60分） |
| 2011.7.4  | 2014.3.28 | 18:00 - 19:00（60分） | 18:00 - 19:00（60分） |
| 2014.3.31 | 2016.4.1  | 17:58 - 18:54（56分） | 17:58 - 18:54（56分） |
| 2016.4.4  | 2016.7.1  | 17:58 - 18:55（57分） | 17:58 - 18:53（55分） |
| 2016.7.4  | 2020.3.27 | 17:58 - 18:55（57分） | 17:58 - 18:55（57分） |
| 2020.3.30 | 2024.3.29 | 17:30 - 18:24（54分） | 17:30 - 18:24（54分） |
| 2024.4.1  | 2025.3.28 | 17:30 - 18:25（55分） | 17:30 - 18:25（55分） |
| 2025.3.31 |           | 18:00 - 18:25（25分） | 17:30 - 18:25（55分） |

## スペシャル
- 2010年7月11日19:54 - 22:05 「ゆうドキッ!選挙スペシャル 参院選開票速報」
  - 伊藤將也・南かおり・小池重二が出演。
  - 放送時間は21:50までの予定だったが、15分延長して放送された。
- 2011年4月10日20:30 - 21:00（第1部）・22:00 - 翌2:00（第2部） 「ゆうドキッ!選挙スペシャル 2011統一地方選 知事選・県議選」
  - 伊藤將也・南かおり・小池重二・古塩篤代・野口晃秀が出演。
  - 第2部の放送時間は翌0:00までの予定だったが、120分延長して放送された。
- 2011年4月24日22:00 - 翌2:00 「ゆうドキッ!選挙スペシャル 2011統一地方選 市長村長・市町村議選」
  - 伊藤將也・南かおり・小池重二・古塩篤代が出演。
  - 放送時間は翌0:00までの予定だったが、120分延長して放送された。
- 2012年5月13日9:00 - 10:00　「ゆうドキッ!スペシャル 奈良県中央卸売市場 開設35周年記念　春の市場まつり」
  - 伊藤將也・川添伊代・北川智美・岩谷優子が出演。奈良県中央卸売市場から生中継された。
- 2012年12月16日19:59 - 翌2:00 「ゆうドキッ!選挙スペシャル 衆議院2012開票速報」
  - 伊藤將也・古塩篤代・小池重二・野口晃秀が出演。
  - 放送時間は翌0:00までの予定だったが、120分延長して放送された。
- 2013年12月13日18:50 - 19:58 「ゆうドキッ!歳末スペシャル 奈良のうまいもん大集合!ゆうドキッ!市場」
  - 伊藤將也・南かおり・川添伊代・裏野佐弥佳・岩崎絵美・岩谷優子・旭堂南青が出演。
  - 通常どおりの内容を10分短縮したうえで18:00から放送した後、18:50からスペシャル版が放送された。
- 2013年12月27日19:00 - 19:54 「ゆうドキッ!拡大年末スペシャル ～2013年ニュース総決算～」
  - 伊藤將也・南かおり・小池重二・松谷隆史（奈良テレビ報道制作局記者）が出演。
  - 通常どおりの内容を18:00から放送した後、19:00からスペシャル版が放送された。
- 2014年12月26日17:58 - 19:47 「ゆうドキッ!年末スペシャル」
  - 伊藤將也・南かおり・旭堂南青・裏野佐弥佳・小池重二・古塩篤代・青山亜紀子・野上優子・松田弘子が出演。
- 2015年4月12日21:00 - 22:54（第1部）・23:00 - 翌1:30（第2部） 「ゆうドキッ!選挙スペシャル 県知事選・県議選開票速報」
  - 伊藤將也・古塩篤代・熨斗弓子が出演。
  - 第2部の放送時間は翌1:00までの予定だったが、30分延長して放送された。
- 2015年4月26日22:00 - 22:54（第1部）・23:00 - 翌0:30（第2部） 「ゆうドキッ!選挙スペシャル 市町村長・議会議員選挙速報」
  - 伊藤將也・古塩篤代・熨斗弓子が出演。
  - 第2部の放送時間は翌0:00までの予定だったが、30分延長して放送された。
- 2015年12月25日17:29 - 18:54 「ゆうドキッ!年忘れクリスマススペシャル」
  - 伊藤將也・南かおり・旭堂南青・裏野佐弥佳・小池重二・熨斗弓子・青山亜紀子・北川まみが出演。

## 関連番組

### ゆうドキッ!ぷらす
2014年3月31日放送開始。番組本編終了後の平日18:54 - 18:57に放送されていた。主に奈良テレビの自社事業のCMや、県内企業のPRビデオ、「奈良ええもんストア」(奈良テレビが運営しているインターネットストア)の商品紹介などを放送していた。2016年4月1日放送終了。